# Le Tigre (magazine)
Pour les articles homonymes, voir Tigre (homonymie).
Le Tigre est un magazine français généraliste, indépendant et sans publicité, qui a existé entre mars 2006 et janvier 2015.
Le magazine a été fondé et dirigé par Lætitia Bianchi et Raphaël Meltz, qui avaient préalablement créé la revue R de réel. 

## Historique
Le Tigre a été lancé le 17 mars 2006, sous la forme d'un hebdomadaire paraissant le vendredi (sous-titre : « hebdomadaire curieux »). Le Tigre est un magazine dont la majorité du capital appartient aux deux fondateurs, l'autre partie étant partagée entre trente-cinq actionnaires (par principe, aucun actionnaire ne peut détenir plus de 10 % du capital). À partir de 2011, le journal est subventionné par la Région Île-de-France et le Centre national du livre.
Seize numéros paraissent entre mars et l'été 2006. La publication est ensuite suspendue entre l'automne 2006 et mars 2007, date à laquelle Le Tigre reparaît dans une nouvelle formule, mensuelle, sous-titrée: «curieux magazine curieux». En mars 2008, le magazine devient un bimestriel de 104 pages, dont une partie en couleurs. Chaque numéro portait le nom d'une couleur, qui était celle de la couverture, systématiquement rayée. Onze numéros sont parus sous cette forme.
Jusqu'à l'été 2007, Le Tigre a également paru sur internet, sous la forme et le titre de Tigre du jour, mini-quotidien de quatre pages proposant de la prépublication et une page quotidienne inédite sur l'actualité.
La publication dans le numéro de novembre-décembre 2008 du portrait d'un inconnu à partir d'informations récupérées sur le Web déclenche un buzz involontaire qui fait tripler son lectorat. Le journal y répond dans un article analysant les enjeux médiatiques ainsi révélés.
Début 2010, Le Tigre devient un « quinzomadaire » de 12 pages au format berlinois (26 numéros par an). Son nouveau titre officiel est Le Tigre (la bête). Une phrase d'Héraclite barre la une : « Un tas de gravats déversé au hasard : le plus bel ordre du monde ». Sylvain Prudhomme entre au comité de rédaction aux côtés des deux fondateurs.
En septembre 2010, le no 13 (intitulé «Pourquoi faire un journal?») s'interroge sur l'avenir du magazine dont la parution est suspendue.

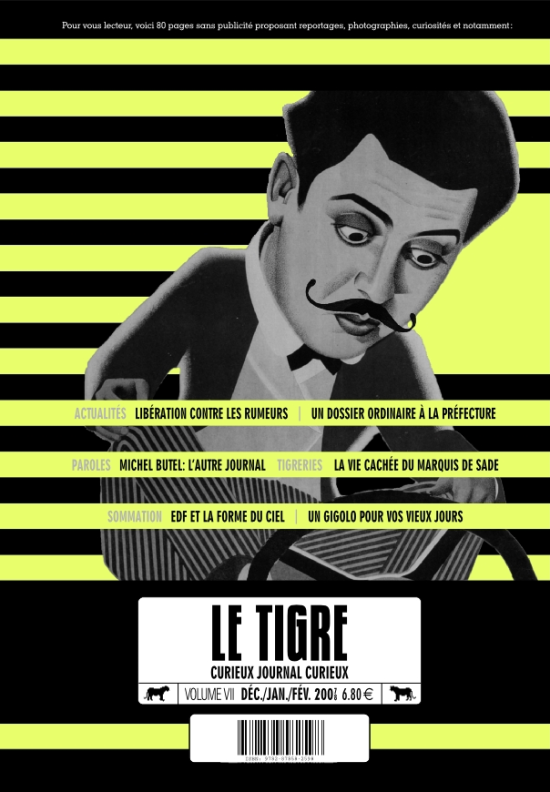

Fin 2010, la nouvelle formule, cinquième du genre sort: Le Tigre devient un magazine mensuel de 84 pages, dont le numéro 1 est  daté janvier 2011. Raphaël Meltz est le rédacteur en chef de cette nouvelle formule, Laetitia Bianchi «conseillère spéciale de la rédaction» et directrice artistique du journal. Un comité de rédaction intègre plusieurs personnes: Antoine Zéo et Emilie Giaime pour les textes, Killoffer pour les dessins, Paul Martin pour les jeux et sciences, et Vasantha Yogananthan pour la photographie. À partir de septembre 2011, Laetitia Bianchi  redevient rédactrice en chef du journal, jusqu'en août 2012. Entre septembre 2012 et juillet 2013, Raphaël Meltz reprend la rédaction en chef du journal.
À partir de septembre 2013 et jusqu'au dernier numéro du journal (déc.2014-janvier 2015), Laetitia Bianchi est rédactrice en chef du Tigre. Le comité de rédaction est rejoint par les auteurs Francis Tabouret et Adrien Absolu (sous le nom de Renaud Wattwiller) . Aurore Valade succède à Vasantha Yogananthan dans le choix du portfolio photographie qui ouvre le journal.  Killoffer s'occupe toujours du choix des rubriques dessinées, et Paul Martin de la partie jeux et sciences.
En décembre 2014, les fondateurs du journal annoncent dans l'éditorial du numéro double 48-49 que le Tigre prend fin avec cet ultime numéro,.

## Ligne éditoriale et graphique
Le Tigre se proposait de « rompre volontairement avec les frontières habituellement dressées entre journalistes, écrivains et universitaires ». Dans sa charte rédactionnelle, Le Tigre précisait le refus de toute publicité, ainsi que l'absence volontaire de toute critique culturelle d'actualité, quelle qu'elle soit. Le magazine ne publiait pas non plus de « pages conso » (mais des pages « sommation », accueillant les canulars téléphoniques d'Arenaud Poun, alias Gonzague Rambaud, ainsi que des analyses ironiques de publicité par Josée Œil-de-Bœuf). 
Le Tigre a fédéré de très nombreux écrivains, universitaires et artistes. L'une de ses spécificités était la pratique du reportage subjectif qui renoue avec une vieille tradition journalistique. Plusieurs feuilletons écrits pour Le Tigre ont donné lieu à des textes publiés d'abord par les éditions du journal Bernard Chambaz, Raphaël Meltz, Sylvain Prudhomme), puis, après la fin du Tigre, chez d'autres éditeurs (Traversée de Francis Tabouret, P.O.L., 2018; Les disparus du Joola d'Adrien Absolu, J.C.Lattès, 2020). 

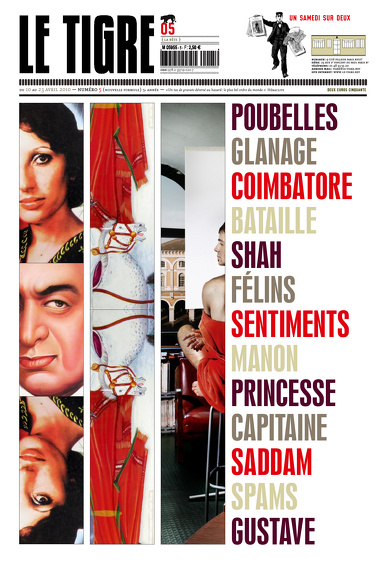
graphisme de couverture du Tigre, période quinzomadaire

Le graphisme du Tigre, créé par Laetitia Bianchi, se démarque des magazines et journaux traditionnels. Les références assumées sont dada, le Bauhaus, ainsi que la presse populaire des XVIIIe et XIXe siècles, les "canards" ornés de gravures, le loubok, et certains manuscrits médiévaux. Les recherches formelles et subtilités en tout genre (culs-de-lampes, détails, typographies ornementées) sont une des particularités du journal. Certains numéros voient leur mise en page reconstruite en raison d'un thème (numéro troué en son centre, feu d'artifice de l'almanach, etc.). L'iconographie ancienne et rare est souvent mise en contrepoint de textes contemporains, sans jamais que cela ne soit utilisé de manière décorative. Ce mélange des genres et l'abondance des images (images anciennes, bande dessinée, illustration, photographie) préfigure à plus d'un titre le succès, postérieur, des mooks. Un très long portfolio de photo ouvre ainsi chaque numéro de la dernière formule du Tigre; y ont été publiés, entre autres, Simon Davidson, Colin Delfosse, Juan Manuel Echavarria, Livia Corona Benjamin, Dana Lixenberg, John Rafman, Richard Mosse... 
Le dessin contemporain est mis à l'honneur, jamais de manière illustrative. Les grands noms de la bande dessinée indépendante contemporaine y participent en tant que chroniqueurs réguliers: Killoffer, Yann Kebbi, Chaumaz, David B., Guillaume Dégé, Gianpaolo Pagni, Placid, Icinori, Charles Berberian, Simon Roussin, Sergio Aquindo... Les graphistes et plasticiens participent également à l'aventure du journal: David Poullard et Guillaume Rannou (Précis de Conjugaison ordinaire), Marie Chéné, Clémentine Mélois...
Le magazine était entièrement réalisé avec des logiciels libres (Scribus pour la PAO, GIMP pour le traitement des images, OpenOffice pour le traitement des textes, et SPIP pour le site internet) et une partie de son contenu est publié sous licence Creative Commons « by-nc-sa ».

## Éditions
À partir de 2009, Le Tigre a également publié des ouvrages, vendu en librairies. D'une part un agenda-almanach (deux éditions parues : 2010 et 2011), et d'autre part des livres reprenant des rubriques ou des feuilletons parus dans le journal. Ainsi Chiens écrasés d'Eric Chevillard, Les Directeurs, les Ouvriers, et les Belles Sténo-dactylographes d'Hélène Briscoe, Des arbres au grand âge d'Emmanuel Loi, Cuisine de Frédéric Danos, African Queen et La vie dans les arbres de Sylvain Prudhomme, Suburbs I et II et Diam's sans jeu de mots de Raphaël Meltz, Marketing disent-ils et Petites Vies des grands hommes, de Laetitia Bianchi.